# Serafina Dávalos
Serafina Dávalos Alfonso (9 de septiembre de 1877-27 de septiembre de 1957) fue la primera mujer abogada en Paraguay, y la primera feminista en defender desde el ámbito legal la igualdad de las mujeres ante la ley en ese país.

## Biografía
Nació en la ciudad de Ajos, hoy Coronel Oviedo. Sus padres fueron Teresa Alfonso y Gaspar Dávalos.

### Carrera
Se graduó de la Facultad de Derecho de la Universidad Nacional de Asunción en 1907, siendo la primera mujer egresada, con una tesis titulada «Humanismo», que cuestionó la sumisión de las mujeres, así como la obligatoriedad de los roles asignados a estas, como la reproducción y trabajo de  cuidado. Abogó por la educación y la mejora de la condición de vida de las mujeres en el matrimonio, lo cual generó una gran polémica.

Todas las veces que se habla del "Problema de la mujer", lo que más despiadadamente se explota en contra de ella, es su condición de madre. En efecto, sus impugnadores declaman sobre lo sublime y santo de la maternidad, haciendo alarde de una sensiblería hipócrita, la llaman misión celestial, sacerdocio divino… y luego enuncian, con los honores de una verdad inconcusa, que la única misión de la mujer, es la de ser madre. En paridad de circunstancias, ¿por qué no se ha de sostener que la única misión del hombre es la de ser padre?

Fundó en conjunto con Virginia Corvalán y otras el Movimiento Feminista de Asunción en 1919, el Centro Feminista Paraguayo, la Unión Femenina del Paraguay y la Liga Paraguaya por los Derechos de la Mujer. Además, en 1904, ella y otras veinte mujeres fundaron el Comité de Mujeres por la Paz.
Obtuvo su diploma de enseñanza de la Escuela Normal para Maestras en 1898, obtuvo su licenciatura en el Colegio Nacional en 1902 y trabajó como profesora en el Colegio Nacional de la Capital a partir de 1904. TAmbién fue fundadora de la Escuela Mercantil de Niñas (una escuela de negocios) en 1905. En el primer Congreso Internacional Feminista en 1910 en Argentina, Dávalos fue la delegada oficial de Paraguay y fue nombrada miembro del Comité Ejecutivo de la Federación Panamericana de Mujeres. Más tarde fue seleccionada como presidenta honoraria del Consejo Nacional de Mujeres del Paraguay.
En 1936 fue cónsul de la Unión Femenina de Paraguay (UFP). En 1952 participó en la Liga Paraguaya por los Derechos de la Mujer. Esta organización continuó su trabajo hasta por lo menos los años 80, y es reconocida por defender la igualdad de las mujeres ante la ley y lograr la obtención del voto durante la dictadura militar de Alfredo Stroessner.

### Fallecimiento
Dávalos falleció el 27 de septiembre de 1957 a los 79 años. Sus restos descansan en el Cementerio de la Recoleta. Por sus activismo y creencias positivistas se le negaron funerales cristianos.

## Legado
En 1998, más de cuarenta años después de su muerte, se convirtió en la primera mujer en aparecer en un sello de correos paraguayo cuando la Dirección General de Correos de Paraguay emitió sellos con la inscripción: «La primera abogada y feminista del Paraguay (1883–1957)». También hay una calle llamada en su honor en el centro de Coronel Oviedo, su ciudad natal.
Serafina Dávalos es reivindicada por el activismo lésbico paraguayo; se ha invisibilizado su convivencia y relación con su compañera Honoria Barilán, sin embargo, el lugar que esta ocupaba en la vida de Serafina ha sido controversial para su familia, aun años después de su muerte. Un espacio cultural feminista de la organización lésbica Aireana que funciona en el centro de Asunción también lleva su nombre.
Para conmemorar su legado, el Centro de Documentación y Estudios (CDE, Paraguay) reeditó en 2007 su tesis "Humanismo" al cumplirse 100 años de su publicación. Así también, en el 60º aniversario de su fallecimiento se presentó el libro “A la mujer paraguaya. Un recorrido por las ídeas de Serafina Dávalos" (1900-1910).